# Pan (Merikanto)
Pan is een symfonisch gedicht van Aarre Merikanto. De versie die vanaf 1924 te horen is, is de derde, de Finse componist vernietigde twee eerdere versies. Voor een werk dat geschreven is in de stijl van de klassieke muziek van de 20e eeuw kreeg het al snel een uitvoering. Op 5 november 1925 gaf collegacomponist Robert Kajanus leiding aan de première. Zoals te verwachten was binnen de behoudende stemming over klassieke muziek in Finland destijds waren de kritieken zowel positief als negatief. De “negatievelingen” vonden Pan meer een duiveltje dan een God van het woud.
Merikanto schreef het voor een voor zijn doen groot orkest:
- 3 dwarsfluiten, 3 hobo’s, 3 klarinetten, 2 fagotten
- 4 hoorns, 1 trompet, 3 trombones
- pauken, 2 man/vrouw percussie
- violen, altviolen, celli, contrabassen